# Elspeth Clement
Elspeth Catherine Clement, OAM, später Denning, (* 19. Juni 1956 in Kenia als Elspeth Catherine Swain) ist eine ehemalige australische Hockeyspielerin, die mit der australischen Hockeynationalmannschaft 1988 Olympiasiegerin war.

## Sportliche Karriere
Geboren in Kenia, aufgewachsen in Südafrika, kam sie erst 1975 nach Australien. Die Verteidigerin bestritt von 1978 bis 1988 101 Länderspiele für Australien. Als Strafeckenspezialistin erzielte sie dabei 65 Tore.
Elspeth Clement gehörte 1983 bei der Weltmeisterschaft in Kuala Lumpur zum australischen Team. Im Halbfinale unterlagen die Australierinnen den Kanadierinnen im Siebenmeterschießen. Das Spiel um den dritten Platz gewannen die Australierinnen mit 3:1 gegen die Deutschen.
1986 erreichte das australische Team den sechsten Platz bei der Weltmeisterschaft in Amstelveen. Elspeth Clement und Natella Krasnikowa aus der Sowjetunion waren mit je neun Treffern Torschützenköniginnen des Turniers. Clement erzielte alle neun Tore aus Strafecken. 1988 bei den Olympischen Spielen in Seoul erreichten die Australierinnen das Halbfinale mit nur einem Sieg und zwei Unentschieden. Im Halbfinale bezwangen die Australierinnen die Niederländerinnen mit 3:2. Das Finale gewannen die Australierinnen gegen die Südkoreanerinnen mit 2:0. Ihr einziges Tor während des Turniers erzielte Clement zum 5:5 im Vorrundenspiel gegen Südkorea.